# Puddletag
Puddletag ist eine Freie Software zum Hinzufügen und Bearbeiten von Metadaten bei Audiodateien unter Unix-artigen Betriebssystemen wie GNU/Linux und wird oft als eine der besten ihrer Art gehandelt.
Sie ist als Freie Software auch im Quelltext unter den Bedingungen von Version 3 der GNU General Public License (GPL) verfügbar. In den meisten großen Desktop-Linux-Distributionen ist sie aus den Standard-Paketquellen erhältlich. Unter Arch Linux(-basierten) kann es aus Community-Repositories bezogen werden.
Die Benutzeroberfläche ist der der populären Windows-Freeware Mp3tag nachempfunden. Sie ist tabellarisch aufgebaut, so dass alle Tags, die ein Benutzer von Hand bearbeiten möchte, sichtbar und leicht editierbar sind. Alle anderen für Linux verfügbaren Audio-Tagger verfolgen einen anderen Ansatz bei der Gestaltung der Benutzeroberfläche. Die Oberflächenelemente können frei angeordnet werden.
Entsprechend dem populären Windows-Vorbild, das es unter Linux ersetzen soll, wird es ebenfalls regelmäßig sein besonders großer Funktionsumfang gelobt und für anspruchsvollere Benutzer regelmäßig empfohlen.
Im Juli 2008 wurde die erste Version (0.1) über SourceForge veröffentlicht. Die Website zählte mehrere tausend Downloads für jede Veröffentlichung, bevor das Projekt die Plattform Anfang 2016 endgültig verließ und in die Paketquellen der meisten großen Linux-Distributionen aufgenommen wurde.
2012 wurde Version 1.0 veröffentlicht, die Unterstützung für AcoustID einführte.
Puddletag ist in Python 2.x geschrieben und verwendet Qt 4 (über PyQt) für seine grafische Benutzeroberfläche. Es verwendet als Backend Mutagen, ein Python-Modul zur Verarbeitung von Audiometadaten. Mutagen arbeitet mit Python 2.6, 2.7, 3.3, 3.4 (CPython und PyPy) und hat neben der Python-Standardbibliothek keine weiteren Abhängigkeiten.

## Funktionalität
Puddletag (beziehungsweise Mutagen) unterstützt die Tag-Formate ID3 (für MP3 etc.), APEv2-Tags (Monkey’s Audio, WavPack, ...), Vorbis comment für Audio-Formate der Ogg-Familie (Opus, FLAC, Vorbis, ...) sowie die von MP4 (AAC, M4A, ..., iTunes-kompatibel), Advanced Streaming Format (WMA) und AIFF-Dateien.
Unicode wird voll unterstützt (bei ID3v2.3 mit ISO-8859-1 und UTF-16 und bei ID3v2.4 mit UTF-8).
ID3v1.1 und alle Versionen von ID3v2 werden unterstützt und alle Standard-ID3v2.4-Felder werden analysiert. ID3- und APEv2-Tags können unabhängig vom Audioformat bearbeitet werden. Es kann auch Ogg-Datenströme auf Ebene einzelner Pakete/Seiten manipulieren. Es kann Xing-Header lesen, um die Bitrate und Länge von MP3-Dateien genau zu berechnen.
Tag-Informationen können aus Datei-/Ordnernamen, Textdateien, der Zwischenablage und aus lokalen Datenbanken mit freedb-Schnittstelle importiert oder von Online-Datenbanken wie freedb, Discogs, MusicBrainz oder Amazon (auch per Textsuche) bezogen werden.
Dateiinhalte können mittels anhand der Audiodaten mittels sogenannter Akustischer Fingerabdrücke über die AcoustID-Datenbank bestimmt werden.
Tag-Informationen können in benutzerdefinierte Formate exportiert werden (zum Beispiel HTML, RTF, CSV, XML, ASCII-Text und JSON).
Puddletag kann in Stapelverarbeitungs-Durchläufen Tags automatisiert massenhaft in mehreren Dateien schreiben oder entfernen, einschließlich der Möglichkeit, bestehende Metadaten aus einer oder mehreren Metadatenquellen in einem einzigen Arbeitsgang anzureichern.
Eine Vorschaufunktion zeigt die Änderungen, bevor sie in die Dateien geschrieben werden.
Tagging-Ergebnisse für einzelne oder mehrere Alben können auf Titel- und/oder Feldebene akzeptiert, bearbeitet und abgelehnt werden.
Eingebettete Album-Titelbilder und benutzerdefinierte Datenfelder werden unterstützt.
Es können automatisch Wiedergabelisten erstellt werden.
Puddletag unterstützt beim Formatieren von Tags und Dateinamen, kann Dateien und Ordner basierend auf den Tag-Informationen umbenennen und/oder verschieben, Unterordner rekursiv durchlaufen und unterstützt Suchen und Ersetzen von Zeichenfolgen in Tags und Dateinamen auch unter Verwendung regulärer Ausdrücke.